# Orepy
Orepy (ukr. Орепи) – wieś na Ukrainie, w obwodzie żytomierskim, w rejonie zwiahelskim. W 2024 roku liczyła 882 mieszkańców.
Znajduje tu się stacja kolejowa Orepy, położona na linii Zwiahel – Szepetówka.